# Merluccius albidus
La merluza blanca (o simplemente merluza en el mar Caribe) es la especie Merluccius albidus, un pez de la familia de los merlúcidos, distribuido por el mar Caribe, Golfo de México y costa oeste del Atlántico, desde Canadá hasta la Guayana francesa.

## Anatomía
La longitud máxima normal es de unos 30 cm, aunque se han descrito machos de 40 cm y una hembra de 70 cm. En la aleta dorsal tiene una espina y numerosos radios blandos; posee una cabeza grande con una enorme boca, aunque las agallas son cortas y finas; todo el cuerpo es de color blanco plateado.

## Hábitat y biología
No es migrador, viviendo sobre el fondo marino a una gran profundidad entre 80 y 1170 m, aunque lo normal es que viva entre 160 y 640 m, ocupando la plataforma continental y la parte superior del talud continental. Los juveniles se alimentan principalmente de crustáceos, mientras que los adultos se alimentan de noche, cuando suben a la superficie, donde son voraces depredadores sobre todo de sardina y arenque. Desovan cerca del fondo marino a más de 300 m de profundidad.

## Pesca
Es pescada, aunque con una importancia comercial no demasiado grande, y el precio en el mercado es intermedio.